# Glungezer
Il Glungezer (2.677 m s.l.m.) è una montagna delle Prealpi del Tux nelle Alpi Scistose Tirolesi. Si trova nel Tirolo a sud-est di Innsbruck.
Il 29 febbraio 1964, il volo British Eagle 802, un Bristol Britannia in volo da Londra con destinazione Innsbruck impattò contro la parete orientale della montagna. In termini di vite umane rappresenta il peggior incidente avvenuto in territorio austriaco.